# Emiliano Gómez
Emiliano Gómez Dutra (Rivera, 18 settembre 2001) è un calciatore uruguaiano, attaccante del Puebla in prestito dal Boston River.

## Caratteristiche tecniche
Attaccante molto duttile, può essere schierato sia da ala che da centravanti - predilige infatti partire dalla fascia per poi accentrarsi; nel 2018 è stato inserito nella lista dei migliori sessanta calciatori nati nel 2001 stilata dal The Guardian.

## Carriera

### Club
Cresciuto nel Defensor Sporting, ha esordito in prima squadra il 14 aprile 2018, a soli sedici anni, nella partita vinta per 1-0 contro il Liverpool Montevideo.
Nel gennaio del 2020 si trasferisce al Boston River, che il 31 del mese stesso lo cede in prestito al Sassuolo.

### Nazionale
Ha partecipato ai Mondiali Under-20 del 2019.
Nel 2024 ha esordito nella nazionale maggiore uruguaiana.

## Statistiche
Statistiche aggiornate all'11 novembre 2024.

### Presenze e reti nei club
| Stagione                 | Squadra                  | Campionato               | Campionato | Campionato | Coppe nazionali | Coppe nazionali | Coppe nazionali | Coppe continentali | Coppe continentali | Coppe continentali | Altre coppe | Altre coppe | Altre coppe | Totale | Totale |
| Stagione                 | Squadra                  | Comp                     | Pres       | Reti       | Comp            | Pres            | Reti            | Comp               | Pres               | Reti               | Comp        | Pres        | Reti        | Pres   | Reti   |
| ------------------------ | ------------------------ | ------------------------ | ---------- | ---------- | --------------- | --------------- | --------------- | ------------------ | ------------------ | ------------------ | ----------- | ----------- | ----------- | ------ | ------ |
| 2018                     | Defensor Sporting        | PD                       | 14         | 0          | -               | -               | -               | CL+CS              | 2+0                | 0                  | -           | -           | -           | 16     | 0      |
| 2019                     | Defensor Sporting        | PD                       | 8          | 0          | -               | -               | -               | -                  | -                  | -                  | -           | -           | -           | 8      | 0      |
| Totale Defensor Sporting | Totale Defensor Sporting | Totale Defensor Sporting | 22         | 0          |                 | -               | -               |                    | 2                  | 0                  |             | -           | -           | 24     | 0      |
| gen.-giu. 2020           | Sassuolo                 | A                        | 0          | 0          | CI              | 0               | 0               | -                  | -                  | -                  | -           | -           | -           | 0      | 0      |
| 2020-2021                | Albacete B               | TD                       | 11+1       | 5+0        | -               | -               | -               | -                  | -                  | -                  | -           | -           | -           | 12     | 5      |
| 2020-2021                | Albacete                 | SD                       | 4          | 1          | CR              | 1               | 0               | -                  | -                  | -                  | -           | -           | -           | 5      | 1      |
| 2021-2022                | Albacete                 | PDR                      | 18         | 1          | CR              | 2               | 0               | -                  | -                  | -                  | -           | -           | -           | 20     | 1      |
| Totale Albacete          | Totale Albacete          | Totale Albacete          | 22         | 2          |                 | 3               | 0               |                    | -                  | -                  |             | -           | -           | 25     | 2      |
| lug.-dic. 2022           | Boston River             | PD                       | 13         | 1          | CU              | 2               | 1               | -                  | -                  | -                  | -           | -           | -           | 15     | 2      |
| 2023                     | Boston River             | PD                       | 26         | 8          | CU              | 1               | 0               | CL                 | 3                  | 1                  | -           | -           | -           | 30     | 9      |
| gen.-ago. 2024           | Boston River             | PD                       | 21         | 10         | CU              | 0               | 0               | -                  | -                  | -                  | -           | -           | -           | 21     | 10     |
| Totale Boston River      | Totale Boston River      | Totale Boston River      | 60         | 19         |                 | 3               | 1               |                    | 3                  | 1                  |             | -           | -           | 66     | 21     |
| ago. 2024-2025           | Puebla                   | LMX                      | 10         | 3          | -               | -               | -               | -                  | -                  | -                  | -           | -           | -           | 10     | 3      |
| Totale carriera          | Totale carriera          | Totale carriera          | 126        | 29         |                 | 6               | 1               |                    | 5                  | 1                  |             | -           | -           | 137    | 31     |

### Cronologia presenze e reti in nazionale
| Cronologia completa delle presenze e delle reti in nazionale ― Uruguay | Cronologia completa delle presenze e delle reti in nazionale ― Uruguay | Cronologia completa delle presenze e delle reti in nazionale ― Uruguay | Cronologia completa delle presenze e delle reti in nazionale ― Uruguay | Cronologia completa delle presenze e delle reti in nazionale ― Uruguay | Cronologia completa delle presenze e delle reti in nazionale ― Uruguay | Cronologia completa delle presenze e delle reti in nazionale ― Uruguay | Cronologia completa delle presenze e delle reti in nazionale ― Uruguay |
| Data                                                                   | Città                                                                  | In casa                                                                | Risultato                                                              | Ospiti                                                                 | Competizione                                                           | Reti                                                                   | Note                                                                   |
| ---------------------------------------------------------------------- | ---------------------------------------------------------------------- | ---------------------------------------------------------------------- | ---------------------------------------------------------------------- | ---------------------------------------------------------------------- | ---------------------------------------------------------------------- | ---------------------------------------------------------------------- | ---------------------------------------------------------------------- |
| 31-5-2024                                                              | San José                                                               | Costa Rica                                                             | 0 – 0                                                                  | Uruguay                                                                | Amichevole                                                             | -                                                                      |                                                                        |
| Totale                                                                 |                                                                        | Presenze                                                               | 1                                                                      |                                                                        | Reti                                                                   | 0                                                                      |                                                                        |

| Cronologia completa delle presenze e delle reti in nazionale ― Uruguay under 20 | Cronologia completa delle presenze e delle reti in nazionale ― Uruguay under 20 | Cronologia completa delle presenze e delle reti in nazionale ― Uruguay under 20 | Cronologia completa delle presenze e delle reti in nazionale ― Uruguay under 20 | Cronologia completa delle presenze e delle reti in nazionale ― Uruguay under 20 | Cronologia completa delle presenze e delle reti in nazionale ― Uruguay under 20 | Cronologia completa delle presenze e delle reti in nazionale ― Uruguay under 20 | Cronologia completa delle presenze e delle reti in nazionale ― Uruguay under 20 |
| Data                                                                            | Città                                                                           | In casa                                                                         | Risultato                                                                       | Ospiti                                                                          | Competizione                                                                    | Reti                                                                            | Note                                                                            |
| ------------------------------------------------------------------------------- | ------------------------------------------------------------------------------- | ------------------------------------------------------------------------------- | ------------------------------------------------------------------------------- | ------------------------------------------------------------------------------- | ------------------------------------------------------------------------------- | ------------------------------------------------------------------------------- | ------------------------------------------------------------------------------- |
| 18-1-2019                                                                       | Talca                                                                           | Uruguay under 20                                                                | 0 – 1                                                                           | Perù under 20                                                                   | Sudamericano Sub-20 2019 - 1º turno                                             | -                                                                               |                                                                                 |
| 20-1-2019                                                                       | Curicó                                                                          | Uruguay under 20                                                                | 3 – 1                                                                           | Ecuador under 20                                                                | Sudamericano Sub-20 2019 - 1º turno                                             | -                                                                               | 69’                                                                             |
| 24-1-2019                                                                       | Curicó                                                                          | Uruguay under 20                                                                | 0 – 1                                                                           | Argentina under 20                                                              | Sudamericano Sub-20 2019 - 1º turno                                             | -                                                                               | 76’                                                                             |
| Totale                                                                          |                                                                                 | Presenze                                                                        | 3                                                                               |                                                                                 | Reti                                                                            | 0                                                                               |                                                                                 |